# ألكسندر كونزلر
ألكسندر كونزلر (بالألمانية: Alexander Künzler)‏ (مواليد 11 يوليو 1962) هو ملاكم ألماني، مثّل بلاده في الألعاب الأولمبية الصيفية 1984.

## روابط خارجية
ألكسندر كونزلر على موقع أوليمبيديا (الإنجليزية)